# 外屏增三
双鱼座88（88 Psc）是双鱼座的一颗恒星，视星等为+6.03，距离地球约519光年。